# カルシウムチャネル
カルシウムチャネルは、カルシウムイオンを選択的に透過するイオンチャネルである。カルシウムチャネルには、イオンチャネル内蔵型受容体も含まれるが、単に電位依存性のカルシウムチャネルを指して使われることがある。

## カルシウムチャネルの種類
以下に、各種の電位依存性カルシウムチャネルとイオンチャネル内蔵型受容体に対する、チャネル分子、遺伝子、発現部位、機能などの表を示す。

### 電位依存性カルシウムチャネル（Voltage-dependent calcium channel、VDCC）
| チャネルタイプ                     | 活性化 閾値電位 | α1 サブユニット             | 遺伝子                          | 関連 サブユニット          | 発現部位                                             | 機能                                                      |
| VDCCL型 Long-Lasting, DHP Receptor | 高電位          | Cav1.1 Cav1.2 Cav1.3 Cav1.4 | CACNA1S CACNA1C CACNA1D CACNA1F | α2δ, β, γ                  | 骨格筋、骨芽細胞、心筋、皮質ニューロンなどの樹状突起 | 平滑筋や心筋の収縮 。心筋細胞における長い活動電位の形成。 |
| VDCCP型/VDCCQ型 Purkinje           | 高電位          | Cav2.1                      | CACNA1A                         | α2δ, β, possibly γ         | 小脳のプルキンエ細胞 / 小脳顆粒細胞                  | 神経伝達物質の放出                                        |
| VDCCN型 Neural / Non-L             | 高電位          | Cav2.2                      | CACNA1B                         | α2δ/β1, β3, β4, possibly γ | 脳全体                                               | 神経伝達物質の放出                                        |
| VDCCR型 Residual                   | 中間電位        | Cav2.3                      | CACNA1E                         | α2δ, β, possibly γ         | 小脳顆粒細胞、他のニューロン                         | ?                                                         |
| VDCCT型 Transient                  | 低電位          | Cav3.1 Cav3.2 Cav3.3        | CACNA1G CACNA1H CACNA1I         |                            | 神経、洞房結節、骨芽細胞                             | 規則的な洞調律                                            |

### イオンチャネル内蔵型受容体
- 受容体作動性カルシウムチャネル (血管収縮)
  - P2X受容体 [3]

| チャネルタイプ                 | アゴニスト                                                    | 遺伝子 | 発現部位                | 機能                                                                              |
| IP3受容体                      | IP3(イノシトールトリスリン酸)                                 |        | 小胞体(ER)/筋小胞体(SR) | Gタンパク質共役受容体(GPCR)の活性化の結果生じたIP3によるER/SRからのカルシウム放出 |
| リアノジン受容体               | T管に存在するジヒドロピリジン受容体の放出するカルシウムイオン |        | ER/SR                   | 心筋細胞におけるCICR(Calcium-Induced Calcium Release)                             |
| Two-pore channel               |                                                               |        |                         |                                                                                   |
| 精子に発現する陽イオンチャネル |                                                               |        |                         |                                                                                   |
| 容量依存性カルシウムチャネル   | ER/SRのカルシウムの枯渇による間接作用                         |        | 細胞膜(外膜)            |                                                                                   |

## 薬理学
カルシウム拮抗剤は、主に高血圧や狭心症などに用いられる。